# Film noir

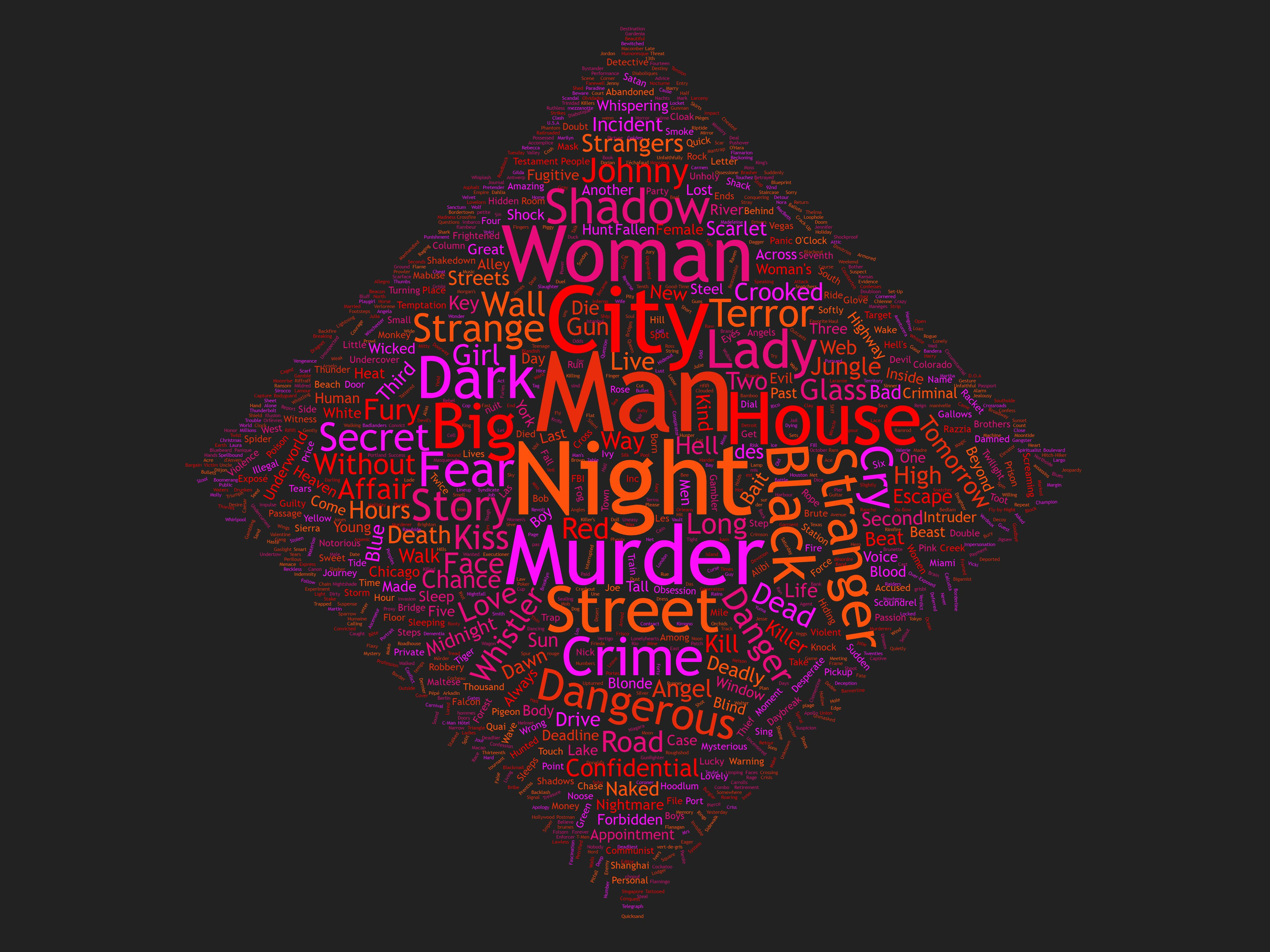
Wortwolke aus englischen Film-noir-Titeln

Film noir [filmˈnwaʀ] (französisch für „schwarzer Film“) ist ein Terminus aus dem Bereich der Filmkritik. Ursprünglich wurde mit diesem Begriff eine Reihe von zynischen, durch eine pessimistische Weltsicht gekennzeichneten US-amerikanischen Kriminalfilmen der 1940er und 1950er Jahre klassifiziert, die im deutschen Sprachraum auch unter dem Begriff „Schwarze Serie“ zusammengefasst werden. Üblicherweise wird Die Spur des Falken von 1941 als erster und Im Zeichen des Bösen von 1958 als letzter Vertreter dieser klassischen Ära angesehen.
Die Wurzeln des Film noir liegen in erster Linie im deutschen expressionistischen Stummfilm und der US-amerikanischen Hardboiled-Kriminalliteratur der 1920er und 1930er Jahre. Dementsprechend sind die Filme der klassischen Ära üblicherweise durch eine von starken Hell-Dunkel-Kontrasten dominierte Bildgestaltung, entfremdete oder verbitterte Protagonisten sowie urbane Schauplätze gekennzeichnet.
Stil und Inhalte des Film noir fanden auch nach 1958 Verwendung. Diese später produzierten Filme mit Charakteristika der klassischen Ära werden häufig als „Neo-Noir“ bezeichnet. Die Verwendungsbeschränkung des Begriffs Film noir auf Filme US-amerikanischer Herkunft wurde zunehmend aufgegeben, so dass das Produktionsland für die Einordnung heutzutage oft keine Rolle mehr spielt.

## Zum Begriff „Film noir“

### Herkunft
Im Gegensatz zu anderen Filmgattungen wie Horrorfilm, Thriller oder Western wurde der Begriff Film noir von der Filmpublizistik entwickelt und fasst rückwirkend eine Gruppe an vormals eher in losem Zusammenhang wahrgenommenen Filmen zusammen.
Erstmalig trat die Formulierung in einem im August 1946 erschienenen Artikel des französischen Filmkritikers Nino Frank auf. Dieser behandelte eine Reihe von Hollywood-Filmen der frühen 1940er Jahre, die aufgrund eines Importverbots erst nach Ende des Zweiten Weltkriegs den Weg in die französischen Kinos gefunden hatten. Unter anderem befanden sich darunter auch die Filme Die Spur des Falken (1941), Frau ohne Gewissen (1944), Laura (1944) und Murder, My Sweet (1944). In diesen vier Produktionen glaubte Frank eine neue „dunklere“ Spielart des Kriminalfilms zu entdecken, die grundsätzlich mehr Augenmerk auf die Charakterisierung der Figuren als auf die Handlung legte. Er wies dabei u. a. auf den Einsatz von Off-Camera-Kommentaren hin, welche die Handlung fragmentieren und die „lebensechte“ Seite des Films hervorheben. Frank kreierte die Formulierung Film noir wahrscheinlich in Anspielung auf den Titel der Buchreihe Série noire des Pariser Gallimard-Verlags, in der seit 1945 Übersetzungen amerikanischer Hardboiled-Kriminalromane veröffentlicht wurden. Bis Ende der 1960er Jahre blieb die Verwendung des Begriffs allerdings im Wesentlichen auf Frankreich begrenzt. In den USA selbst wurden die betreffenden Filme bis dahin üblicherweise als psychological melodrama oder psychological thriller bezeichnet.

### Filmreihe, Genre oder Stil?
Bis heute besteht in der Filmwissenschaft kein Konsens darüber, wie der Film noir zu klassifizieren ist. In einem der ersten das Thema betreffenden von den Franzosen Raymond Borde und Étienne Chaumeton verfassten Essay aus dem Jahr 1955 heißt es dazu:

„Eine neue ‚Reihe‘ war im Film entstanden. Eine Reihe kann definiert werden als eine Gruppe von Filmen aus einem Land, die gewisse Eigenschaften (visueller Stil, Atmosphäre, Thematik …) so überzeugend teilen, […] dass ihnen dadurch mit der Zeit ein unverkennbarer Charakter verliehen wird.“

In ihrem Buch Hollywood in the Forties von 1968 bezeichneten die Briten Charles Higham und Joel Greenberg den Film noir indessen als eigenständiges Genre:

„Die visuelle Form war stark romantisch, und ihre exakte Anpassung an die Geschichten fataler Frauen und verzweifelter Männer […] gab dem Film Noir der [19]40er Jahre seine Vollkommenheit als Genre. Eine Welt wurde erschaffen, die so von der Realität abgeriegelt war wie die Welt der Musicals und Paramounts feinsinniger Komödien, aber dennoch auf ihre Weise köstlicher als beide.“

Dagegen postulierte im Jahr 1970 der ebenfalls britische Kritiker Raymond Durgnat:

„Der ‚Film noir‘ ist kein Genre wie der Western oder der Gangsterfilm, und er führt uns in den Bereich der Klassifizierung durch Motiv und Stimmung.“

Eine ähnliche Ansicht vertrat 1972 der Amerikaner Paul Schrader, indem er den Film noir mit Stilrichtungen wie der Nouvelle Vague oder dem Italienischen Neorealismus verglich. Wie diese sei auch der Film noir als ein zeitlich begrenztes und vorrangig durch motivische und stilistische Merkmale gekennzeichnetes Phänomen zu sehen.

### Schwierigkeiten der Zuordnung
Da keine eindeutige Definition des Film noirs existiert, ist naturgemäß auch die Eingrenzung des Begriffes relativ unscharf. Die Meinungen, ob ein bestimmter Film als Film noir einzuordnen ist, können zum Teil sehr unterschiedlich ausfallen.
So wird zwar beispielsweise der zeitliche Rahmen der klassischen Ära üblicherweise auf die 1940er und 1950er Jahre begrenzt, doch sowohl Vorläufer (z. B. Gehetzt [1937]) als auch jüngere Filme (z. B. Explosion des Schweigens [1961]) können unter den Begriff fallen. Auch bezüglich der Herkunft als definierender Faktor besteht keine Einigkeit. Zwar zählen viele Film-noir-Experten wie beispielsweise Paul Schrader oder Alain Silver und Elizabeth Ward ausdrücklich nur Hollywood-Produktionen zum klassischen Film noir, manche Filmwissenschaftler wie James Naremore oder Andrew Spicer fassen den Begriff aber weiter und beziehen insbesondere auch britische und französische Produktionen mit ein (siehe Abschnitt „Film noir außerhalb der Vereinigten Staaten“).
Auch inhaltlich existieren keine definitiven Kriterien für die Zuordnung. Selbst die weit verbreitete Ansicht, dass es sich bei Films noirs ausschließlich um Kriminalfilme handle, ist keineswegs allgemein akzeptiert. So wendete schon Nino Frank den Begriff explizit auch auf Billy Wilders Das verlorene Wochenende (1945) an, ein „Problemfilm“-Melodrama über einen Alkoholiker. Zwar wurde dieser Film in späteren Abhandlungen zum Thema weitgehend ignoriert, dafür wurden im Lauf der Zeit unter anderem sogar einige Western (z. B. Verfolgt [1947]) oder Historienfilme (z. B. Guillotine [1949]) dem klassischen Film-noir-Kanon zugeordnet.

## Vorläufer und Einflüsse

### Filmische Vorläufer

#### Deutscher Expressionismus
Die Ästhetik des Film noir ist stark vom expressionistischen Stummfilm der 1920er Jahre mit seinen scharfen Hell-Dunkel-Gegensätzen, Kamerafahrten mit „entfesselter Kamera“ und verzerrten Kameraperspektiven geprägt. Expressionistische Werke wie Der letzte Mann (1924) oder Metropolis (1927) stießen in der amerikanischen Filmindustrie auf große Bewunderung und beeinflussten dort schon in den frühen 1930er Jahren die Horrorfilme der Universal Studios. Einen bedeutenden Anteil an dieser Entwicklung hatte der Metropolis-Kameramann Karl Freund, der u. a. bei Dracula (1931) und Mord in der Rue Morgue (1932) mitwirkte. Später fotografierte Freund die Films noirs Der unbekannte Geliebte (1946) und Gangster in Key Largo (1948).
Während der 1930er Jahre führten die vielversprechenden Möglichkeiten Hollywoods und der aufkommende Nationalsozialismus zur Auswanderung zahlreicher weiterer Filmemacher deutscher und österreichisch-ungarischer Herkunft. Diese brachten ihre Techniken der Bildgestaltung mit nach Hollywood und verstärkten dort den expressionistischen Einfluss. Besonders hervorzuheben ist hier der Regisseur Fritz Lang, dessen erste beiden Hollywood-Filme Blinde Wut (1936) und Gehetzt (1937) bereits viele visuelle und thematische Elemente des Film noir vorwegnehmen. Früh prägend für den visuellen Stil des Film noir war auch der Kameramann Theodor Sparkuhl, dessen Low-key-Fotografie in Zum Leben verdammt (1941), Der gläserne Schlüssel und Der schwarze Vorhang (beide 1942) mit der kontrastarmen Beleuchtung vieler Gangsterfilme der 1930er Jahre brach.
Weitere für den Film noir wichtige Hollywood-Immigranten waren vor allem die Regisseure Robert Siodmak, Billy Wilder, Otto Preminger, John Brahm, Max Ophüls, Fred Zinnemann, William Dieterle, Edgar G. Ulmer, Curtis Bernhardt, Rudolph Maté, Anatole Litvak und Michael Curtiz, die zahlreiche bedeutende Filme des klassischen Kanons schufen, sowie der stilbildende Kameramann John Alton, der unter anderem die Films noirs von Anthony Mann und Joseph H. Lewis fotografierte.

#### Poetischer Realismus und Neorealismus
Ebenfalls wegweisend für den Film noir war die Bewegung des poetischen Realismus im französischen Film der späten 1930er Jahre, der die bitteren sozialen und politischen Realitäten der unteren sozialen Schichten thematisierte. Werke wie Julien Duviviers Pépé le Moko – Im Dunkel von Algier (1936), Jean Renoirs Bestie Mensch (1938) oder Marcel Carnés Hafen im Nebel (1938) und Der Tag bricht an (1939) (alle mit Jean Gabin in der Hauptrolle) mischten romantische Krimihandlungen mit heroischen, dem Untergang geweihten Protagonisten. Wenn auch nicht ganz so misanthropisch und zynisch wie der Film noir, gibt es doch eine klare Verwandtschaft zwischen beiden Bewegungen. Folgerichtig lieferten Bestie Mensch und Der Tag bricht an die Vorlagen für die Films noirs Lebensgier (1954) und Die Lange Nacht (1947). Straße der Versuchung (1945) basiert ebenfalls auf einem Film Renoirs.
Im Gegensatz zu ihren deutschen Kollegen spielten die französische Filmemacher selbst im Hollywood der 1940er und 1950er Jahre allerdings kaum eine Rolle. In Bezug auf den Film noir ist hier lediglich Jean Renoirs Melodrama Die Frau am Strand (1947) zu nennen, das von einigen Kritikern dem klassischen Zyklus zugeordnet wird. Der bedeutende Film-noir-Regisseur Jacques Tourneur wiederum war zwar von Geburt Franzose, erlernte sein Handwerk aber in Hollywood.
Nach dem Ende des Zweiten Weltkriegs nahm auch der italienische Neorealismus mit seiner quasi-dokumentarischen Authentizität Einfluss auf die Entwicklung des Film noir. Filmemacher wie Jules Dassin (Stadt ohne Maske, Gefahr in Frisco) und Elia Kazan (Bumerang, Unter Geheimbefehl) verlegten ihre Drehorte von den Filmstudios hinaus auf die Straße.

#### The March of Time und der Dokumentarfilm
Neben den dokumentarischen Stilmitteln des Neorealismus hinterließen auch authentische Dokumentarfilme ihre Spuren im Film noir. Louis de Rochemont, der mit der Dokumentarreihe The March of Time Bekanntheit erlangt hatte, produzierte mit Das Haus in der 92. Straße (1946) den ersten Vertreter der sogenannten Semidocumentaries (etwa „halbdokumentarische Filme“). Dessen Erfolg zog eine Serie von Spielfilmen nach sich, in denen die Ermittlungsarbeit von Polizisten und anderen Staatsbediensteten gezeigt und von einem Sprecher kommentiert wurde, darunter Geheimagent T (1947), Stadt ohne Maske (1948) und Unter Geheimbefehl (1950).

### Literarische Einflüsse
Den hauptsächlichen literarischen Einfluss auf den Film noir hatte die „Hardboiled“-Schule amerikanischer Kriminalliteratur, die von Autoren wie Dashiell Hammett seit den 1920er Jahren geprägt und meist in Pulp-Magazinen wie Black Mask publiziert wurde. Die frühen Film noir-Meisterwerke Die Spur des Falken (1941) und Der gläserne Schlüssel (1942) basieren beide auf Romanen von Hammett. Bereits 1931, ein Jahrzehnt vor Beginn der „klassischen Ära“, diente eine von Hammetts Geschichten als Grundlage des Gangsterfilms Straßen der Großstadt von Regisseur Rouben Mamoulian und Kameramann Lee Garmes. Dieser Film gilt heute aufgrund seines visuellen Stils als wichtiger Vorläufer des Film Noir.
Bald nach Erscheinen seines ersten Romans The Big Sleep im Jahr 1939 wurde Raymond Chandler zum bekanntesten Autor der Hardboiled-Schule. Mehrere Romane Chandlers wurden zu Films noirs verarbeitet, beispielsweise Murder, My Sweet (1944), Tote schlafen fest (1946) und Die Dame im See (1947). Chandler war für den Film noir auch ein wichtiger Drehbuchautor, der die Skripte zu Frau ohne Gewissen (1944) und Die blaue Dahlie (1946) sowie die Erstfassung von Der Fremde im Zug (1951) verfasste.
Während Hammett und Chandler die meisten ihrer Geschichten auf die Figur des Privatdetektivs ausrichteten, stellte James M. Cain in seinen Werken weniger heldenhafte Protagonisten dar und fokussierte mehr auf die psychologische Studie als auf die Aufklärung des Verbrechens. Cains Romane lieferten unter anderem die Vorlage für die Films noirs Frau ohne Gewissen (1944), Solange ein Herz schlägt (1945) und Im Netz der Leidenschaften (1946).
Ein weiterer einflussreicher Autor war in den 1940er Jahren Cornell Woolrich (auch unter den Pseudonymen George Hopley und William Irish bekannt). Kein anderer Autor steuerte so viele Vorlagen zu Films noirs bei wie er: Silver & Ward nennen insgesamt 13, darunter Zeuge gesucht (1944), Vergessene Stunde (1946), Die Nacht hat tausend Augen (1948) und Das unheimliche Fenster (1949).
Ähnlich essenziell für den Film noir ist das Werk von W. R. Burnett. Burnetts erster Roman Little Caesar diente als Vorlage für den Gangsterfilm-Klassiker Der kleine Cäsar (1931), außerdem schrieb er die Dialoge für Scarface (1932). Ebenfalls im Jahr 1932 entstand The Beast of the City nach einer Burnett-Vorlage. Trotz seines frühen Entstehungsjahres wird dieser Film von manchen Kritikern bereits als Film noir angesehen. Während der „klassischen Ära“ lieferte Burnett dann als Roman- oder Drehbuchautor die Basis für sechs weitere Filme, die heute als Films noirs angesehen werden, darunter Entscheidung in der Sierra (1941) und Asphalt-Dschungel (1950).
Weitere wichtige Autoren, die nicht der Hardboiled-Schule angehörten aber die literarischen Vorlagen für Films noirs lieferten, waren z. B. Eric Ambler (Von Agenten gejagt [1943], Die Maske des Dimitrios [1944]), Graham Greene (Die Narbenhand [1942], Ministerium der Angst [1944]) und Ernest Hemingway (Rächer der Unterwelt [1946], Menschenschmuggel [1950]).

## Die „Schwarze Serie“
Nach Ansicht der meisten Experten ist John Hustons Detektivfilm Die Spur des Falken (1941) als erster klassischer Film noir anzusehen. (Allerdings wird in diesem Zusammenhang gelegentlich auch der kurz zuvor erschienene, aber weniger bekannte Stranger on the Third Floor aus dem Jahr 1940 genannt.) Der Film, in dem Humphrey Bogart und Mary Astor als Hauptdarsteller auftreten, erscheint visuell zwar noch konventionell, besitzt jedoch mit dem Privatdetektiv und einer Reihe exzentrischer Protagonisten typische Merkmale späterer Films noirs.
Damit beginnt auch die erste von drei Phasen des amerikanischen Film noir, die der Kritiker Paul Schrader unterscheidet, die „wartime period“ („Phase der Kriegsjahre“) etwa von 1941 bis 1946. In diesen Jahren ist der Charakter des Privatdetektivs oder des sogenannten „einsamen Wolfs“ vorherrschend. Bücher von Chandler und Hammett bilden häufig die Vorlage, und eine Reihe von Darstellern etabliert sich im Film noir, so Humphrey Bogart und Lauren Bacall (Tote schlafen fest, 1946) und Alan Ladd und Veronica Lake (Die Narbenhand und Der gläserne Schlüssel, beide 1942). Während einige Films noirs von Regisseuren stammten, die bereits etabliert waren, wie zum Beispiel Tay Garnett (Im Netz der Leidenschaften, 1946), Fritz Lang (Gefährliche Begegnung, 1944) oder Howard Hawks (Tote schlafen fest, 1946), dienten andere ihren Regisseuren als Karrieresprungbrett, darunter John Huston, Otto Preminger (Laura, 1944), Billy Wilder (Frau ohne Gewissen, 1944) und Edward Dmytryk (Murder, My Sweet, 1944). Wilders Frau ohne Gewissen markiert für Schrader den Übergang von der ersten zur zweiten Phase des Film noir.
Als zweite Phase der „Schwarzen Serie“ nennt Schrader die „post-war realistic period“ („realistische Nachkriegsphase“) etwa von 1945 bis 1949. Die Filme aus dieser Zeit handeln stärker vom Verbrechen auf der Straße, von korrupten Politikern und von alltäglicher Ermittlungsarbeit. Die Helden sind weit weniger romantisch als ihre Vorgänger, und das urbane Erscheinungsbild der Filme realistischer. Vertreter dieser Phase sind Das Haus in der 92. Straße und Rächer der Unterwelt (beide 1946), Der Todeskuß und Geheimagent T (beide 1947) sowie Stadt ohne Maske (1948).
Die dritte und letzte Phase, etwa von 1949 bis 1953, ist laut Schrader die „period of psychotic action and suicidal impulse“ („Phase der psychotischen Handlungen und selbstmörderischen Triebe“). Die Persönlichkeit der Figuren löst sich auf, psychotische Mörder sind nun oft die Hauptfiguren. Ästhetisch und soziologisch sind dies für Schrader die durchdringendsten Filme, die häufig als B-Produktionen entstehen. Zu dieser Phase zählt Schrader Joseph H. Lewis’ Gefährliche Leidenschaft, Otto Premingers Faustrecht der Großstadt, Gordon Douglas’ Den Morgen wirst du nicht erleben (alle 1950) und Fritz Langs Heißes Eisen (1953).
Als 1955 Rattennest von Robert Aldrich herauskam, war das Phänomen Film noir „zum Stillstand gekommen“ (Schrader). Das Amerika der Eisenhower-Ära wollte positivere Abbildungen seines „way of life“ sehen, und zugleich waren Fernsehen und Farbfilm auf dem Vormarsch. Orson Welles’ Meisterwerk Im Zeichen des Bösen aus dem Jahr 1958 wird meistens als Schlusspunkt des klassischen Film noir angesehen. Allerdings wurden und werden auch seit Ende der klassischen Phase gelegentlich immer noch Filme produziert, die thematische, visuelle oder andere Elemente des Film noir aufgreifen. Diese werden heutzutage meist mit dem Begriff „Neo-Noir“ beschrieben. Darüber hinaus wurden bereits während der klassischen Phase auch außerhalb der Vereinigten Staaten Filme produziert, die mittlerweile von vielen Experten als Film noir klassifiziert werden (siehe Abschnitt „Film noir außerhalb der Vereinigten Staaten“).

## Merkmale

### Themen und Figuren
Kriminalität, insbesondere Mord, ist ein Kernelement fast aller Films noirs, wobei häufig Motive wie Geldgier oder Eifersucht zum Tragen kommen. Die Aufklärung des Verbrechens, mit der ein Privatdetektiv, ein Polizeikommissar oder eine Privatperson befasst sein kann, ist ein häufiges, aber dennoch nicht vorherrschendes Thema. In anderen Plots mag es um einen Überfall, um Betrügereien oder um Verschwörungen und Affären gehen.
Films noirs drehen sich tendenziell um Helden (eigentlich Antihelden), die ungewöhnlich lasterhaft und moralisch fragwürdig sind. Sie werden häufig als alienated (dt. veräußert, entfremdet) beschrieben, oder in den Worten von Alain Silver und Elizabeth Ward, als „erfüllt von existenzieller Verbitterung“. Unter den archetypischen Figuren des Film noir finden sich hartgesottene („hardboiled“) Detektive, Femmes fatales, korrupte Polizisten, eifersüchtige Ehemänner, unerschrockene Versicherungsangestellte sowie heruntergekommene Schriftsteller. Von diesen sind, wie das Gros der Neo-Noirs zeigt, der Detektiv und die Femme fatale diejenigen Charaktere, die am ehesten mit Film noir assoziiert werden, obwohl bei weitem nicht alle der klassischen Films noirs diese beiden Charaktere zeigen. Das Menschenbild ist pessimistisch. Oftmals steht jeder gegen jeden, alle sind nur auf ihren eigenen Vorteil bedacht und wer anderen vertraut, hat das Nachsehen.
Typisch für den Film noir sind die urbanen Schauplätze, wobei Los Angeles, San Francisco, New York City und Chicago wohl zu den beliebtesten zählen. Die Stadt steht meist sinnbildlich für ein Labyrinth, in dem die Protagonisten gefangen sind; Bars, Nachtclubs und Spielhöllen, heruntergekommene Fabrikhallen und einsame Straßenschluchten sind die üblichen Schauplätze der Handlung. Besonders die Spannungshöhepunkte in einigen Filmen liegen in komplexen, oft industriellen Szenerien, so zum Beispiel die Explosion in Sprung in den Tod (1949).

### Erzähltechnik
Rückblenden und Voice-over (=eine Erzählerstimme) zählen zu den häufig angewandten Erzähltechniken im Film noir. Oft dient ein Voice-over zur Unterstreichung der Ausweglosigkeit einer Situation oder eines Protagonisten und nimmt bereits zu Beginn des Films den fatalen Ausgang der Geschichte vorweg. Der Voice-over kann jedoch auch eine dem Zuschauer Sicherheit vermittelnde Funktion haben: „In der tödlich instabilen Noir-Welt dient der Voice-over oft als Halt […] er ist unser Wegweiser durch das Noir-Labyrinth“ (Foster Hirsch).
Des Weiteren sind Films noirs stärker als andere Hollywood-Produktionen auf die subjektive Sicht des Protagonisten fixiert, so beispielsweise in der Traum- und Halluzinationsszene in Murder, My Sweet. Die Dame im See und Die schwarze Natter (beide 1947) sind über weite Strecken aus dem Blickwinkel der jeweiligen Hauptfigur gefilmt, sodass diese sich dem Betrachter lediglich in Spiegelbildern zeigt.

### Visueller Stil
Der Stil des Film noir ist geprägt von einer Low-Key-Beleuchtung, die kräftige Hell-dunkel-Kontraste und auffällige Schattenbilder erzeugt. Weitere visuelle Eigenarten des Film noir sind sein Gebrauch von schrägen Kameraperspektiven, extreme Unter- oder Aufsichten und der häufige Einsatz von Weitwinkelobjektiven. Aufnahmen von Personen im Spiegel und durch gewölbtes Glas hindurch, sowie andere bizarre Effekte kennzeichnen den Film noir. In den späten 1940er Jahren entstanden zudem viele Filme an Originalschauplätzen. Dies wurde durch zunehmend empfindlicheres Filmmaterial und leichteres Equipment ermöglicht.
Dennoch ist der visuelle Stil im Film noir keineswegs homogen: So wird zwar die Schwarzweißfotografie häufig als essenziell angesehen, doch existieren mit Todsünde (1945), Niagara (1953) oder Das Mädchen aus der Unterwelt (1958) Beispiele für Farbfilme, die als Film noirs anerkannt sind. Auch Filme, die überwiegend in hellem Tageslicht fotografiert wurden, werden dem Film noir zugerechnet, beispielsweise M und Reporter des Satans (beide 1951).

### Weltsicht und Stimmung
Film noir ist grundsätzlich pessimistisch. In den Geschichten, die als charakteristisch angesehen werden, finden sich die Figuren in unvorhergesehenen Situationen gefangen und kämpfen gegen das Schicksal, das ihnen in der Regel ein schlimmes Ende beschert. Die Filme beschreiben eine Welt, der die Korruption innewohnt. Von vielen Filmtheoretikern wird Film noir mit der Gesellschaft seiner Zeit in den USA, die infolge des Zweiten Weltkriegs von Angst und Befremdung gekennzeichnet ist, in Verbindung gebracht. Nicholas Christopher umschreibt es so: „Es ist, als hätten der Krieg und die in seinem Gefolge auftretenden sozialen Umwälzungen Dämonen freigelassen, die in der Psyche der Nation eingesperrt gewesen waren.“
Anstatt sich auf einfache Gut-und-Böse-Konstruktionen zu beschränken, baut der Film noir moralische Zwickmühlen auf, die ungewöhnlich uneindeutig sind – zumindest für das typische Hollywood-Kino. Es sind keine Charaktere, die ihre Ziele nach klaren moralischen Vorgaben verfolgen: Der Ermittler in Die Spur des Fremden (1946), der wie besessen einen Nazi-Verbrecher aufspüren will, bringt andere Personen in Lebensgefahr, um die Zielperson zu fassen.

„Das Kennzeichen des Film noir ist sein Sinn für in einer Falle sitzende Menschen – gefangen in einem Netz aus Verfolgungswahn und Angst, unfähig, Schuld von Unschuld zu unterscheiden, wahre Identität von falscher. Die Bösen sind anziehend und sympathisch […]. Seine Helden und Heldinnen sind schwach, verstört, anfällig für falsche Wahrnehmungen. Die Umwelt ist düster und verschlossen, die Schauplätze andeutungsweise bedrückend. Am Ende wird das Böse aufgedeckt, aber der Sieg des Guten bleibt unklar und doppelbödig.“

Die pessimistische Stimmung des Film noir bezeichnen Kritiker auch als dunkel und „überwältigend schwarz“ (Robert Ottoson). Paul Schrader schrieb, dass Film noir durch seine Stimmung definiert sei, eine Stimmung, die er als „hoffnungslos“ bezeichnet. Auf der anderen Seite sind gewisse Filme der Schwarzen Serie jedoch berühmt für die Schlagfertigkeit ihrer Hardboiled-Figuren, die mit sexuellen Anspielungen und selbstreflektivem Humor gespickt ist.

### Sozialkritik und Politik im Film noir
Viele Films noirs, insbesondere die auf Vorlagen der Hardboiled-Autoren basierenden, beleuchten das Milieu sozial benachteiligter Schichten oder stellen unterschiedliche soziale Schichten kontrastierend gegenüber. Filme wie Der gläserne Schlüssel (1942) und Murder, My Sweet (1944) sind laut Georg Seeßlen von „einer latenten gesellschaftskritischen Tendenz durchzogen, wie sich überhaupt an den Filmen, mehr noch aber an den an ihnen beteiligten Personen belegen läßt, daß das Genre der private-eye-Filme durchaus ein Derivat einer «linken» Strömung in Hollywood sein mochte.“ Regisseure, die sich mit sozialkritischen Themen hervortaten, waren Edward Dmytryk (Murder, My Sweet, Cornered, Im Kreuzfeuer), Robert Rossen (Johnny O’Clock, Jagd nach Millionen), Jules Dassin (Zelle R 17, Die nackte Stadt) und Joseph Losey (Dem Satan singt man keine Lieder, M). Mit Beginn der antikommunistischen McCarthy-Ära endeten die Karrieren dieser Regisseure jäh. Thom Andersen schuf für diese um „größeren psychologischen und sozialen Realismus“ bemühten Filme den Begriff Film gris.
James Naremore erweitert die Liste sozial engagierter Regisseure um Orson Welles und John Huston und sieht den Film noir der 1940er Jahre in zwei Lager gespalten, den des „Humanismus und politischen Engagements“ auf der einen, den des „Zynismus und der Misanthropie“ (vertreten etwa durch Alfred Hitchcock und Billy Wilder) auf der anderen Seite. Die „Schwarze Liste“ der McCarthy-Ära bedeutete das Ende einer „wichtigen Bewegung der kulturellen Geschichte Amerikas“, denn „ohne die Generation der Roten der 1940er Jahre würde die Tradition des Film noir kaum existieren.“ (Naremore)
Ende der 1940er und Anfang der 1950er Jahre schlug sich das geänderte politische Klima in den USA auch im Film noir nieder. Es entstand eine Reihe von Filmen, die vor der Gefahr kommunistischer „Unterwanderung“ warnten wie The Woman on Pier 13 oder Ich war FBI Mann M.C. Detaillierte Milieuschilderungen wie in Steckbrief 7-73 von John Berry (der ebenfalls auf die Schwarze Liste gesetzt wurde) verschwanden aus dem Film noir. Eine Ausnahme stellte Samuel Fullers Polizei greift ein dar, der eine antikommunistische Botschaft mit dem Porträt von Vertretern der amerikanischen Unterschicht verband. Im amerikanischen Detektivroman wurde Mickey Spillanes „faschistischer Rächer“ (Naremore) Mike Hammer zur populärsten Figur jener Jahre.

## Film noir außerhalb der Vereinigten Staaten
Im Großbritannien der Nachkriegszeit entstand eine ganze Reihe von Filmen, die dem Film noir stilistisch nahestehen, was zur Prägung des Begriffs „British Noir“ führte. Prominente Beispiele sind Brighton Rock von John Boulting nach einem Roman von Graham Greene, Sträfling 3312 von Alberto Cavalcanti und Ausgestoßen von Carol Reed, alle aus dem Jahr 1947. Mit Der dritte Mann (1949, ebenfalls nach einem Graham-Greene-Roman) inszenierte Carol Reed auch den wohl berühmtesten Vertreter des British Noir. Aufgrund der Repressionen der McCarthy-Ära emigrierten auch einige Hollywood-Regisseure nach Großbritannien und schufen dort ebenfalls herausragende Werke des British Noir, wie z. B. Der Wahnsinn des Dr. Clive (1949) von Edward Dmytryk, Teuflisches Alibi von Joseph Losey und Duell am Steuer von Cy Endfield (beide 1957).
Auch in Frankreich wurden während der klassischen Ära zahlreiche Filme produziert, die in der Tradition des amerikanischen Film noir stehen. Einer der bekanntesten davon ist Rififi (1955) von dem aus den USA nach Frankreich emigrierten Jules Dassin. Weitere herausragende Beispiele sind Julien Duviviers Panik (1946), Henri-Georges Clouzots Unter falschem Verdacht (1947) und Die Teuflischen (1954), Jacques Beckers Goldhelm (1952) und Wenn es Nacht wird in Paris (1954) sowie Jean-Pierre Melvilles Drei Uhr nachts (1956). Mit Der Teufel mit der weißen Weste (1962) und Der zweite Atem (1966) schuf Melville auch noch nach Ende der klassischen Ära bedeutende französische Film noirs.
Auch die Regisseure der Nouvelle Vague hatten in ihrem Kampf gegen das etablierte und langweilige französische „Qualitätskino“ der 1950er Jahre eine Vorliebe für die schnell und billig produzierten Filme der „Schwarzen Serie“. Besonders die jüngeren Vertreter wie Samuel Fuller und Robert Aldrich wurden von ihnen bewundert, und der Film noir geriet in ihrem Schaffen zur Inspirationsquelle. Louis Malles Fahrstuhl zum Schafott (1958), ein Vorläufer der Nouvelle Vague, nutzt ausgiebig die thematischen und stilistischen Vorgaben des Film noir, und François Truffauts Schießen Sie auf den Pianisten (1960) basiert auf einem Roman des Noir-Autoren David Goodis.
Sogar in Deutschland und Österreich entstanden einige Filme mit Noir-Attributen. Als bedeutendster davon gilt heute Peter Lorres Der Verlorene (1951). Weitere Beispiele sind Epilog – Das Geheimnis der Orplid (1950) von Helmut Käutner, der thematisch und stilistisch an Der dritte Mann anknüpft, Abenteuer in Wien (1952) von Emil-Edwin Reinert und Robert Siodmaks Nachts, wenn der Teufel kam (1957).

## Neo-Noir
Mit dem Begriff Neo-Noir werden Filme zusammengefasst, die seit dem Ende der Ära des klassischen Film noir entstanden und die die typischen visuellen und narrativen Elemente des Film noir variieren oder nur reproduzieren.

## Film noir in anderen Medien

### Fernsehserien
Als der Film noir in den Kinos seinem Ende entgegenging, begann das neue Medium Fernsehen, das damals noch schwarzweiß war, sich rasant zu verbreiten. Trotz des völlig anderen Seherlebnisses und des nicht geschlossenen Formats der Serie wagten es einige Filmemacher, Fernsehsendungen im Noir-Stil zu produzieren. Den Anfang machte die Detektivserie China Smith (1952–1954), zu der auch Robert Aldrich wenige Episoden beisteuerte. Die Hauptfigur war gekennzeichnet durch Sarkasmus, Heimatlosigkeit und einen eigenen Moralkodex. Auch im Noir-Stil präsentierte sich die Serie Four Star Playhouse (1952–1956), an der neben Robert Aldrich auch Drehbuchautor Blake Edwards und Schauspieler Dick Powell beteiligt waren. Weitere „hartgesottene“ Detektivserien in den 1950ern waren Mickey Spillane’s Mike Hammer (1956–1959) und The Man with a Camera (1958–1959).
Peter Gunn (1958–1961), die einen emotional abgeschotteten Detektiv als Hauptfigur zeigt, ist in besonderem Maße düster, fatalistisch und gewaltvoll. Von Peter Gunn inspiriert ist die nur wenig später erschienene Serie Johnny Staccato (1959–1960), die ebenfalls von Low-Key-Beleuchtung und Ich-Erzähler Gebrauch macht, allerdings stärker von der verwendeten Jazzmusik geprägt ist. Bei einigen Episoden von Johnny Staccato führte John Cassavetes Regie.
Die erfolgreichste aller Noir-Serien war Auf der Flucht (1963–1967) nach einem Konzept von Roy Huggins. Sie beruht hauptsächlich auf den Romanen David Goodis’. Die Hauptfigur Dr. Kimble (gespielt von David Janssen), die von Entfremdung und Angst gezeichnet ist, ist ein typischer Antiheld.
Danach verschwanden die Noir-Serien auch wieder und kamen erst in der Blütezeit des Neo-Noir erneut zum Vorschein. Michael Manns Miami Vice (1984–1989), Robert B. Parkers Spenser: For Hire (1985–1988), das Remake Mickey Spillane’s Mike Hammer (1984–1987) sowie Fallen Angels (1993–1995) sind Beispiele für jüngere Hommagen an den Film noir. Auch beim Zeichentrick gibt es mit Noir (2001) eine stark vom Film noir inspirierte Serie.
In der Fernsehserie Veronica Mars (2004–2007) übernimmt eine Schülerin die Rolle des hartgesottenen Detektivs. Als Tochter eines Privatdetektivs und ehemaligen Polizeichefs hilft sie diesem außerhalb ihrer Schulzeit bei diversen Fällen aus. Sie ist eine Außenseiterin, geprägt von persönlichen Traumata wie der alkoholabhängigen Mutter und der eigenen Vergewaltigung durch einen Mitschüler und besitzt eine desillusionierte Sicht auf das Leben in ihrer Schule und Heimatstadt.

### Comics
Der grafische Stil des Film noir hielt schon früh Einzug in die Comicwelt. Will Eisners Comicreihe The Spirit, die bereits 1940 erstmals und 1952 zum letzten Mal erschien, war in dieser Hinsicht wegweisend. Deren Held, Privatdetektiv Danny Colt, verfügt über keinerlei übernatürliche Kräfte, sondern wandelt mit einer bloßen Augenmaske durch die bedrohlich-düstere Großstadt. Nebenfiguren in Außenseiterrollen treten in den Mittelpunkt der Geschichten.
Inspiriert durch The Spirit entstanden in den vergangenen Jahrzehnten weitere zahlreiche Comics im Noir-Stil, von denen Watchmen von Alan Moore, Daredevil von Stan Lee sowie Batman von Bob Kane zu den wichtigsten zählen. Eines der neusten Beispiele liefert Comicautor Frank Miller mit der Serie Sin City, die 2005 verfilmt wurde. Als europäischer Vertreter ist der französische Comic-Zeichner Jacques Tardi zu nennen.

### Computerspiele
Mittlerweile gibt es eine Reihe von Computerspielen, die auf bekannten Vorbildern des Film noir basieren oder sich in der Tradition des Film noir sehen. Dies sind meistens Adventures, da sie sowohl gut die Handlung als auch typische Optikelemente darstellen können. Es finden sich jedoch, wenn auch selten, einzelne Stilelemente in anderen Spielgenres wie dem Ego-Shooter oder dem Third-Person-Shooter wieder.
Der getreuste Vertreter des Film noir findet sich in dem Adventurespiel Private Eye, welches eine Adaption des Phillip Marlowe Romans „The Little Sister“ („Die kleine Schwester“) ist. Im Spiel kann der originale Plot des Romans oder ein alternativer Story-Verlauf gespielt werden.
Ein weiterer Vertreter des Genres ist Grim Fandango von LucasArts, ein Adventure, welches in einem Totenreich spielt, und eine sehr außergewöhnliche Optik bietet. Ebenso ist Sam aus dem Adventurespiel Sam & Max eine dem Film Noir entlehnte Figur des Hardboiled Detective, auch die Ausdrucksweise ist dem Film noir entnommen. In einer Episode ist es sogar möglich „Noir“ als Option für eine Antwort in Dialogen zu geben.
L.A. Noire ist ein 2011 erschienenes Computerspiel von Rockstar Games, das sich ebenfalls dem Film noir verschrieben hat. Es mischt Action- und Open-World-Elementen mit adventureartigen Ermittlungspassagen. Neben L.A. Noire gilt auch das storylastige Adventure Heavy Rain als moderner Vertreter des Film noir. Hier wird die Stimmung aufgrund des durchweg fallenden Regens und des dunklen Grundtons bestimmt.
Einen anderen Ansatz bietet Discworld Noir von Perfect Entertainment. Hier werden klassische Film-noir-Beispiele (wie zum Beispiel Die Spur des Falken) stark referenziert, aber in anderer, dem Scheibenwelt-Universum angepasster Form dargestellt. In dem Spiel Max Payne werden Kinoelemente aus dem Actiongenre im Stile John Woos mit starken Einflüssen des Film noir vor allem in der Rahmenhandlung kombiniert und mit entsprechender Musik unterlegt. Hotel Dusk: Room 215 für das Nintendo DS ist eine Mischung aus interaktivem Film und Adventure mit klassischen Film noir-Elementen.

## Filmografie: Bedeutende Vertreter des Film noir
| 1940 - Das Geheimnis von Malampur (The Letter) – Regie: William Wyler - Nachts unterwegs (They Drive by Night) – Regie: Raoul Walsh - Stranger on the Third Floor – Regie: Boris Ingster 1941 - Abrechnung in Shanghai (The Shanghai Gesture) – Regie: Josef von Sternberg - Entscheidung in der Sierra (High Sierra) – Regie: Raoul Walsh - Die Spur des Falken (The Maltese Falcon) – Regie: John Huston - Ufer im Nebel (Out of the Fog) – Regie: Anatole Litvak - I Wake Up Screaming – Regie: H. Bruce Humberstone - Zum Leben verdammt (Among the Living) – Regie: Stuart Heisler 1942 - Der gläserne Schlüssel (The Glass Key) – Regie: Stuart Heisler - Nacht im Hafen (Moontide) – Regie: Archie Mayo - Die Narbenhand (This Gun for Hire) – Regie: Frank Tuttle - Der schwarze Vorhang (Street of Chance) – Regie: Jack Hively - Der Tote lebt (Johnny Eager) – Regie: Mervyn LeRoy 1943 - Im Schatten des Zweifels (Shadow of a Doubt) – Regie: Alfred Hitchcock - Von Agenten gejagt (Journey Into Fear) – Regie: Norman Foster, Orson Welles 1944 - Frau ohne Gewissen (Double Indemnity) – Regie: Billy Wilder - Gefährliche Begegnung (The Woman in the Window) – Regie: Fritz Lang - Heirate niemals einen Fremden (When Strangers Marry) – Regie: William Castle - Laura – Regie: Otto Preminger - Murder, My Sweet – Regie: Edward Dmytryk - Ministerium der Angst (Ministry of Fear) – Regie: Fritz Lang - Die Maske des Dimitrios (The Mask of Dimitrios) – Regie: Jean Negulesco - Weihnachtsurlaub (Christmas Holiday) – Regie: Robert Siodmak - Zeuge gesucht (Phantom Lady) – Regie: Robert Siodmak 1945 - Cornered – Regie: Edward Dmytryk - Das Haus in der 92. Straße (The House on 92nd Street) – Regie: Henry Hathaway - Konflikt (Conflict) – Regie: Curtis Bernhardt - Mein Name ist Julia Ross (My Name is Julia Ross) – Regie: Joseph H. Lewis - Mord in der Hochzeitsnacht (Fallen Angel) – Regie: Otto Preminger - Onkel Harrys seltsame Affäre (The Strange Affair of Uncle Harry) – Regie: Robert Siodmak - Solange ein Herz schlägt (Mildred Pierce) – Regie: Michael Curtiz - Stimme aus dem Jenseits (Strange Illusion) – Regie: Edgar G. Ulmer - Straße der Versuchung (Scarlet Street) – Regie: Fritz Lang - Todsünde (Leave Her to Heaven) – Regie: John M. Stahl - Umleitung (Detour) – Regie: Edgar G. Ulmer 1946 - Berüchtigt (Notorious) – Regie: Alfred Hitchcock - Die blaue Dahlie (The Blue Dahlia) – Regie: George Marshall - Blonder Lockvogel (Decoy) – Regie: Jack Bernhard - The Chase – Regie: Arthur Ripley - Deadline at Dawn – Regie: Harold Clurman - Eine Lady für den Gangster (Nobody Lives Forever) – Regie: Jean Negulesco - Feind im Dunkel (The Dark Corner) – Regie: Henry Hathaway - Gilda – Regie: Charles Vidor - Im Netz der Leidenschaften (The Postman Always Rings Twice) – Regie: Tay Garnett - Irgendwo in der Nacht (Somewhere in the Night) – Regie: Joseph L. Mankiewicz - The Locket – Regie: John Brahm - Rächer der Unterwelt (The Killers) – Regie: Robert Siodmak - Der schwarze Spiegel (The Dark Mirror) – Regie: Robert Siodmak - Die seltsame Liebe der Martha Ivers (The Strange Love of Martha Ivers) – Regie: Lewis Milestone - So Dark the Night – Regie: Joseph H. Lewis - Die Spur des Fremden (The Stranger) – Regie: Orson Welles - Tote schlafen fest (The Big Sleep) – Regie: Howard Hawks - Der unbekannte Geliebte (Undercurrent) – Regie: Vincente Minnelli - Vergessene Stunde (Black Angel) – Regie: Roy William Neill 1947 - Angst in der Nacht (Fear in the Night) – Regie: Maxwell Shane - Anklage Mord (High Wall) – Regie: Curtis Bernhardt - Born to Kill – Regie: Robert Wise - The Brasher Doubloon – Regie: John Brahm - Bumerang (Boomerang!) – Regie: Elia Kazan - Die Dame im See (Lady in the Lake) – Regie: Robert Montgomery - Desert Fury – Liebe gewinnt (Desert Fury) – Regie: Lewis Allen - Ein Doppelleben (A Double Life) – Regie: George Cukor - Die Frau am Strand (The Woman On the Beach) – Regie: Jean Renoir - The Gangster – Regie: Gordon Wiles - Geheimagent T (T-Men) – Regie: Anthony Mann - Goldenes Gift (Out of the Past) – Regie: Jacques Tourneur - Hemmungslose Liebe (Possessed) – Regie: Curtis Bernhardt - In der Klemme (Desperate) – Regie: Anthony Mann - Jagd nach Millionen (Body and Soul) – Regie: Robert Rossen - Johnny O’Clock – Regie: Robert Rossen - Im Kreuzfeuer (Crossfire) – Regie: Edward Dmytryk - Die Lady von Shanghai (The Lady from Shanghai) – Regie: Orson Welles - Die lange Nacht (The Long Night) – Regie: Anatole Litvak - Der parfümierte Killer (Railroaded!) – Regie: Anthony Mann - The Red House – Regie: Delmer Daves - Reite auf dem rosa Pferd (Ride the Pink Horse) – Regie: Robert Montgomery - Der Scharlatan (Nightmare Alley) – Regie: Edmund Goulding - Die schwarze Natter (Dark Passage) – Regie: Delmer Daves - Späte Sühne (Dead Reckoning) – Regie: John Cromwell - They Won’t Believe Me – Regie: Irving Pichel - Der Todeskuß (Kiss of Death) – Regie: Henry Hathaway - Der Unverdächtige (The Unsuspected) – Regie: Michael Curtiz - Vierzehn Jahre Sing-Sing (I Walk Alone) – Regie: Byron Haskin - Zelle R 17 (Brute Force) – Regie: Jules Dassin - Die zwei Mrs. Carrolls (The Two Mrs. Carrolls) – Regie: Peter Godfrey 1948 - Akt der Gewalt (Act of Violence) – Regie: Fred Zinnemann - Berlin-Express (Berlin Express) – Regie: Jacques Tourneur - Bis zur letzten Stunde (Kiss the Blood of My Hands) – Regie: Norman Foster - Du lebst noch 105 Minuten (Sorry, Wrong Number) – Regie: Anatole Litvak - Erbe des Henkers (Moonrise) – Regie: Frank Borzage - Flucht ohne Ausweg (Raw Deal) – Regie: Anthony Mann - Gangster in Key Largo (Key Largo) – Regie: John Huston - Geheimnis hinter der Tür (Secret Beyond the Door) – Regie: Fritz Lang - Im Schatten der Nacht (They Live by Night) – Regie: Nicholas Ray - Kennwort 777 (Call Northside 777) – Regie: Henry Hathaway - Die Macht des Bösen (Force of Evil) – Regie: Abraham Polonsky - Der Mann mit der Narbe (Hollow Triumph, Alternativtitel: The Scar) – Regie: Steve Sekely - Die Nacht hat tausend Augen (Night Has a Thousand Eyes) – Regie: John Farrow - Nachtclub-Lilly (Road House) – Regie: Jean Negulesco - Stadt ohne Maske (The Naked City) – Regie: Jules Dassin - Ohne Erbarmen (Ruthless) – Regie: Edgar G. Ulmer - Pitfall – Regie: André De Toth - Schrei der Großstadt (Cry of the City) – Regie: Robert Siodmak - Schritte in der Nacht (He Walked by Night) – Regie: Alfred Werker - Spiel mit dem Tode (The Big Clock) – Regie: John Farrow - Straße ohne Namen (The Street with No Name) – Regie: William Keighley | 1949 - Alarm in der Unterwelt (The Undercover Man) – Regie: Joseph H. Lewis - Der blonde Tiger (Too Late for Tears) – Regie: Byron Haskin - Blutsfeindschaft (House of Strangers) – Regie: Joseph L. Mankiewicz - Frau am Abgrund (Whirlpool) – Regie: Otto Preminger - Frau in Notwehr (The Accused) – Regie: William Dieterle - Gefahr in Frisco (Thieves’ Highway) – Regie: Jules Dassin - Gefangen (Caught) – Regie: Max Ophüls - Geheimaktion Carlotta (The Bribe) – Regie: Robert Z. Leonard - Gewagtes Alibi (Criss Cross) – Regie: Robert Siodmak - Herr der Unterwelt (The Crooked Way) – Regie: Robert Florey - Impact – Regie: Arthur Lubin - Ring frei für Stoker Thompson (The Set-Up) – Regie: Robert Wise - Schweigegeld für Liebesbriefe (The Reckless Moment) – Regie: Max Ophüls - Side Street – Regie: Anthony Mann - Sprung in den Tod (White Heat) – Regie: Raoul Walsh - Der Stachel des Bösen (Beyond the Forest) – Regie: King Vidor - Tödliche Grenze (Border Incident) – Regie: Anthony Mann - Das unheimliche Fenster (The Window) – Regie: Ted Tetzlaff - Unerschütterliche Liebe (Shockproof) – Regie: Douglas Sirk - The Woman on Pier 13 (Alternativtitel: I Married a Communist) – Regie: Robert Stevenson - Zum Zerreißen gespannt (Tension) – Regie: John Berry - Zwischen Frauen und Seilen (Champion) – Regie: Mark Robson 1950 - Armored Car Robbery – Regie: Richard Fleischer - Asphalt-Dschungel (The Asphalt Jungle) – Regie: John Huston - Aufruhr in Santa Sierra (Try and Get Me, Alternativtitel: The Sound of Fury) – Regie: Cy Endfield - Boulevard der Dämmerung (Sunset Boulevard) – Regie: Billy Wilder - Ein einsamer Ort (In a Lonely Place) – Regie: Nicholas Ray - Einer weiß zuviel (Woman on the Run) – Regie: Norman Foster - Entgleist (No Man of Her Own) – Regie: Mitchell Leisen - Faustrecht der Großstadt (Where the Sidewalk Ends) – Regie: Otto Preminger - Frauengefängnis (Caged) – Regie: John Cromwell - Gefährliche Leidenschaft (Gun Crazy, Alternativtitel: Deadly Is the Female) – Regie: Joseph H. Lewis - Im Solde des Satans (The Damned Don’t Cry) – Regie: Vincent Sherman - Das Labyrinth (Union Station) – Regie: Rudolph Maté - Menschenschmuggel (The Breaking Point) – Regie: Michael Curtiz - Den Morgen wirst du nicht erleben (Kiss Tomorrow Goodbye) – Regie: Gordon Douglas - Opfer der Unterwelt (D.O.A.) – Regie: Rudolph Maté - Quicksand – Regie: Irving Pichel - Die Ratte von Soho (Night and the City) – Regie: Jules Dassin - Stadt im Dunkel (Dark City) – Regie: William Dieterle - Strafsache Thelma Jordon (The File on Thelma Jordon) – Regie: Robert Siodmak - Die Tote in den Dünen (Mystery Street) – Regie John Sturges - Unter Geheimbefehl (Panic in the Streets) – Regie: Elia Kazan - Where Danger Lives – Regie: John Farrow 1951 - Cry Danger – Regie: Robert Parrish - Dem Satan singt man keine Lieder (The Prowler) – Regie: Joseph Losey - Ein Satansweib (His Kind of Woman) – Regie: John Farrow - Der Fremde im Zug (Strangers on a Train) – Regie: Alfred Hitchcock - The House on Telegraph Hill – Regie: Robert Wise - Ich war FBI-Mann M.C. (I Was a Communist for the FBI) – Regie: Gordon Douglas - M – Regie: Joseph Losey - Polizeirevier 21 (Detective Story) – Regie: William Wyler - Reporter des Satans (Ace in the Hole, Alternativtitel: The Big Carnival) – Regie: Billy Wilder - Die Spur führt zum Hafen (The Mob) – Regie: Robert Parrish - Steckbrief 7-73 (He Ran All the Way) – Regie: John Berry - Der Tiger (The Enforcer) – Regie: Bretaigne Windust 1952 - Affäre in Trinidad (Affair in Trinidad) – Regie: Vincent Sherman - Engelsgesicht (Angel Face) – Regie: Otto Preminger - Macao – Regie: Josef von Sternberg - Maskierte Herzen (Sudden Fear) – Regie: David Miller - On Dangerous Ground – Regie: Nicholas Ray - Skandalblatt (Scandal Sheet) – Regie: Phil Karlson - The Sniper – Regie: Edward Dmytryk - Um Haaresbreite (The Narrow Margin) – Regie: Richard Fleischer - Der vierte Mann (Kansas City Confidential) – Regie: Phil Karlson - Vor dem neuen Tag (Clash by Night) – Regie: Fritz Lang 1953 - Gardenia – Eine Frau will vergessen (The Blue Gardenia) – Regie: Fritz Lang - Heißes Eisen (The Big Heat) – Regie: Fritz Lang - The Hitch-Hiker – Regie: Ida Lupino - Ich beichte (I Confess) – Regie: Alfred Hitchcock - Niagara (Niagara) – Regie: Henry Hathaway - Polizei greift ein (Pickup on South Street) – Regie: Samuel Fuller - Taxi 539 antwortet nicht (99 River Street) – Regie: Phil Karlson 1954 - Der Attentäter (Suddenly) – Regie: Lewis Allen - Freibrief für Mord (Shield for Murder) – Regie: Edmond O’Brien, Howard W. Koch - Hölle 36 (Private Hell 36) – Regie: Don Siegel - Lebensgier (Human Desire) – Regie: Fritz Lang - Schachmatt (Pushover) – Regie: Richard Quine - Von der Polizei gehetzt (Crime Wave) – Regie: André De Toth 1955 - Eine Stadt geht durch die Hölle (The Phenix City Story) – Regie: Phil Karlson - Geheimring 99 (The Big Combo) – Regie: Joseph H. Lewis - Hollywood-Story (The Big Knife) – Regie: Robert Aldrich - Die Nacht des Jägers (The Night of the Hunter) – Regie: Charles Laughton - Pantherkatze (New York Confidential) – Regie: Russell Rouse - Rattennest (Kiss Me Deadly) – Regie: Robert Aldrich - Der Tiger von New York (Killer’s Kiss) – Regie: Stanley Kubrick - Tokio-Story (House of Bamboo) – Regie: Samuel Fuller 1956 - Die Bestie (While the City Sleeps) – Regie: Fritz Lang - Der falsche Mann (The Wrong Man) – Regie: Alfred Hitchcock - Im Dunkel der Nacht (Nightmare) – Regie: Maxwell Shane - Jenseits allen Zweifels (Beyond a Reasonable Doubt) – Regie: Fritz Lang - Die Rechnung ging nicht auf (The Killing) – Regie: Stanley Kubrick - Schmutziger Lorbeer (The Harder They Fall) – Regie: Mark Robson - Straße des Verbrechens (Slightly Scarlet) – Regie: Allan Dwan 1957 - Dein Schicksal in meiner Hand (Sweet Smell of Success) – Regie: Alexander Mackendrick - Ein Toter lügt nicht (The Burglar) – Regie: Paul Wendkos - Großalarm bei FBI (Plunder Road) – Regie: Hubert Cornfield - Hyänen der Straße (The Brothers Rico) – Regie: Phil Karlson - Ums nackte Leben (The Garment Jungle) – Regie: Vincent Sherman - Wenn die Nacht anbricht (Nightfall) – Jacques Tourneur 1958 - Im Zeichen des Bösen (Touch of Evil) – Regie: Orson Welles - Der Henker ist unterwegs (The Lineup) – Regie: Don Siegel - Das Mädchen aus der Unterwelt (Party Girl) – Regie: Nicholas Ray - Der Tod kommt auf leisen Sohlen (Murder by Contract) – Regie: Irving Lerner |

| 1950er - 1959: The Crimson Kimono – Regie: Samuel Fuller - 1959: Wenig Chancen für morgen (Odds Against Tomorrow) – Regie: Robert Wise 1960er - 1961: Explosion des Schweigens (Blast of Silence) – Regie: Allen Baron - 1961: Alles auf eine Karte (Underworld U.S.A.) – Regie: Samuel Fuller - 1962: Botschafter der Angst (The Manchurian Candidate) – Regie: John Frankenheimer - 1962: Ein Köder für die Bestie (Cape Fear) – Regie: J. Lee Thompson - 1962: Der letzte Zug (Experiment in Terror) – Regie: Blake Edwards - 1964: Der nackte Kuß (The Naked Kiss) – Regie: Samuel Fuller - 1964: Der Tod eines Killers (The Killers) – Regie: Don Siegel - 1965: Goldfalle (The Money Trap) – Regie: Burt Kennedy - 1965: Das teuflische Spiel (Brainstorm) – Regie: William Conrad - 1966: Ein Fall für Harper (Harper) – Regie: Jack Smight - 1967: Point Blank – Regie: John Boorman - 1968: Der Detektiv (The Detective) – Regie: Gordon Douglas - 1968: Nur noch 72 Stunden (Madigan) – Regie: Don Siegel - 1968: Die Lady in Zement (Lady in Cement) – Regie: Gordon Douglas - 1969: Der Dritte im Hinterhalt (Marlowe) – Regie: Paul Bogart 1970er - 1971: Dirty Harry – Regie: Don Siegel - 1971: Brennpunkt Brooklyn (The French Connection) – Regie: William Friedkin - 1971: Klute – Regie: Alan J. Pakula - 1972: Magnum Heat (Hickey & Boggs) – Regie: Robert Culp - 1973: Badlands – Zerschossene Träume (Badlands) – Regie: Terrence Malick - 1973: Die Freunde von Eddie Coyle (The Friends of Eddie Coyle) – Regie: Peter Yates - 1973: Der große Coup (Charley Varrick) – Regie: Don Siegel - 1973: Hexenkessel (Mean Streets) – Regie: Martin Scorsese - 1973: Serpico – Regie: Sidney Lumet - 1973: Der Tod kennt keine Wiederkehr (The Long Goodbye) – Regie: Robert Altman - 1973: Revolte in der Unterwelt (The Outfit) – Regie: John Flynn - 1974: Chinatown – Regie: Roman Polański - 1974: Der Dialog (The Conversation) – Regie: Francis Ford Coppola - 1974: Das Gesetz bin ich (Mr. Majestyk) – Regie: Richard Fleischer - 1974: Ein Mann sieht rot (Death Wish) – Regie: Michael Winner - 1974: Zeuge einer Verschwörung (The Parallax View) – Regie: Alan J. Pakula - 1975: Fahr zur Hölle, Liebling (Farewell, My Lovely) – Regie: Dick Richards - 1975: French Connection II – Regie: John Frankenheimer - 1975: Die heiße Spur (Night Moves) – Regie: Arthur Penn - 1974: Straßen der Nacht (Hustle) – Regie: Robert Aldrich - 1975: Unter Wasser stirbt man nicht (The Drowning Pool) – Regie: Stuart Rosenberg - 1976: Die Ermordung eines chinesischen Buchmachers (The Killing of a Chinese Bookie) – Regie: John Cassavetes - 1976: Taxi Driver – Regie: Martin Scorsese - 1978: Driver (The Driver) – Regie: Walter Hill - 1978: Tote schlafen besser (The Big Sleep) – Regie: Michael Winner - 1979: Hardcore – Ein Vater sieht rot (Hardcore) – Regie: Paul Schrader 1980er - 1981: Der Einzelgänger (Thief) – Regie: Michael Mann - 1981: Fesseln der Macht (True Confessions) – Regie: Ulu Grosbard - 1981: Heißblütig – Kaltblütig (Body Heat) – Regie: Lawrence Kasdan - 1981: Wenn der Postmann zweimal klingelt (The Postman Always Rings Twice) – Regie: Bob Rafelson - 1982: Blade Runner – Regie: Ridley Scott - 1982: Hammett – Regie: Wim Wenders - 1984: Blood Simple – Eine mörderische Nacht – Regie: Ethan und Joel Coen - 1984: Gegen jede Chance (Against All Odds) – Regie: Taylor Hackford - 1985: Leben und Sterben in L.A. (To Live and Die in L.A.) – Regie: William Friedkin - 1985: Die Zeit nach Mitternacht (After Hours) – Regie: Martin Scorsese - 1986: Blue Velvet – Regie: David Lynch - 1986: Murphys Gesetz (Murphy’s Law) – Regie: J. Lee Thompson - 1987: Angel Heart – Regie: Alan Parker - 1987: Eine verhängnisvolle Affäre – Regie: Adrian Lyne - 1987: Haus der Spiele (House of Games) – Regie: David Mamet - 1987: Die schwarze Witwe (Black Widow) – Regie: Bob Rafelson - 1987: No Way Out – Es gibt kein Zurück (No Way Out) – Regie: Roger Donaldson - 1987: Blondinen sterben früher (Slam Dance) – Regie: Wayne Wang - 1988: Der Cop (Cop) – Regie: James B. Harris - 1988: D.O.A. – Bei Ankunft Mord (D.O.A.) – Regie: Annabel Jankel, Rocky Morton - 1989: Black Rain – Regie: Ridley Scott - 1989: Johnny Handsome – Der schöne Johnny (Johnny Handsome) – Regie: Walter Hill - 1989: Kill me again (Kill Me Again) – Regie: John Dahl - 1989: Sea of Love – Melodie des Todes (Sea of Love) – Regie: Harold Becker | 1990er - 1990: After Dark, My Sweet – Regie: James Foley - 1990: Singapore Sling – Regie: Nikos Nikolaidis - 1990: Grifters (The Grifters) – Regie: Stephen Frears - 1990: The Hot Spot – Spiel mit dem Feuer (The Hot Spot) – Regie: Dennis Hopper - 1990: Miller’s Crossing – Regie: Ethan und Joel Coen - 1990: Die Spur führt zurück – The Two Jakes (The Two Jakes) – Regie: Jack Nicholson - 1991: Kap der Angst (Cape Fear) – Regie: Martin Scorsese - 1991: Der Kuß vor dem Tode (A Kiss Before Dying) – Regie: James Dearden - 1991: Schatten der Vergangenheit (Dead Again) – Regie: Kenneth Branagh - 1991: Tod im Spiegel (Shattered) – Regie: Wolfgang Petersen - 1992: Basic Instinct – Regie: Paul Verhoeven - 1992: Eiskalte Leidenschaft (Final Analysis) – Regie: Phil Joanou - 1992: Night and the City – Regie: Irwin Winkler - 1992: One False Move – Regie: Carl Franklin - 1992: Reservoir Dogs – Wilde Hunde (Reservoir Dogs) – Regie: Quentin Tarantino - 1992: Der Reporter (The Public Eye) – Regie: Howard Franklin - 1992: White Sands – Der große Deal (White Sands) – Regie: Roger Donaldson - 1993: Auf der Flucht (The Fugitive) – Regie: Andrew Davis - 1993: Red Rock West – Regie: John Dahl - 1993: Romeo Is Bleeding – Regie: Peter Medak - 1993: True Romance – Regie: Tony Scott - 1994: China Moon – Regie: John Bailey - 1994: Die letzte Verführung (The Last Seduction) – Regie: John Dahl - 1994: Nach eigenen Regeln (Mulholland Falls) – Regie: Lee Tamahori - 1994: Pulp Fiction – Regie: Quentin Tarantino - 1995: Heat – Regie: Michael Mann - 1995: Die Kehrseite der Medaille (The Underneath) – Regie: Steven Soderbergh - 1995: Sieben (Se7en) – Regie: David Fincher - 1995: Strange Days – Regie: Kathryn Bigelow - 1995: Teufel in Blau (Devil in a Blue Dress) – Regie: Carl Franklin - 1995: Die üblichen Verdächtigen (The Usual Suspects) – Regie: Bryan Singer - 1996: Bound – Gefesselt (Bound) – Regie: Andy Wachowski, Lana Wachowski - 1996: Fargo – Regie: Ethan und Joel Coen - 1996: Last Man Standing – Regie: Walter Hill - 1997: Cop Land – Regie: James Mangold - 1997: The Game – Regie: David Fincher - 1997: Jackie Brown – Regie: Quentin Tarantino - 1997: Im Körper des Feindes (Face/Off) – Regie: John Woo - 1997: L.A. Confidential – Regie: Curtis Hanson - 1997: Die unsichtbare Falle (The Spanish Prisoner) – Regie: David Mamet - 1997: U-Turn – Kein Weg zurück (U-Turn) – Regie: Oliver Stone - 1998: Dark City – Regie: Alex Proyas - 1998: Im Zwielicht (Twilight) Regie: Robert Benton - 1998: Palmetto – Dumme sterben nicht aus (Palmetto) Regie: Volker Schlöndorff - 1999: Fight Club – Regie: David Fincher 2000er - 2000: Memento – Regie: Christopher Nolan - 2001: Mulholland Drive – Straße der Finsternis (Mulholland Drive) – Regie: David Lynch - 2001: The Deep End – Trügerische Stille (The Deep End) – Regie: Scott McGehee und David Siegel - 2001: The Man Who Wasn’t There – Regie: Joel Coen - 2002: Femme Fatale – Regie: Brian De Palma - 2002: Insomnia – Schlaflos (Insomnia) – Regie: Christopher Nolan - 2002: Road to Perdition – Regie: Sam Mendes - 2002: The Salton Sea – Regie: D. J. Caruso - 2003: Out of Time – Sein Gegner ist die Zeit (Out of Time) – Regie: Carl Franklin - 2004: Collateral – Regie: Michael Mann - 2005: Batman Begins – Regie: Christopher Nolan - 2005: Wahre Lügen (Where the Truth Lies) – Regie: Atom Egoyan - 2005: Brick – Regie: Rian Johnson - 2005: Kiss Kiss, Bang Bang – Regie: Shane Black - 2005: Sin City – Regie: Robert Rodriguez, Frank Miller, Quentin Tarantino - 2006: A Crime – Regie: Manuel Pradal - 2006: Departed – Unter Feinden (The Departed) – Regie: Martin Scorsese - 2006: Lonely Hearts Killers – Regie: Todd Robinson - 2006: The Black Dahlia – Regie: Brian De Palma - 2006: Die Hollywood-Verschwörung (Hollywoodland) – Regie: Allen Coulter - 2006: Renaissance – Regie: Christian Volckman - 2007: Tödliche Entscheidung – Before the Devil Knows You’re Dead – Regie: Sidney Lumet - 2007: Film Noir – Regie: D. Jud Jones, Risto Topaloski - 2007: No Country for Old Men – Regie: Ethan und Joel Coen - 2007: Die Regeln der Gewalt (The Lookout) – Regie: Scott Frank - 2007: Bedingungslos (Kærlighed på film) – Regie: Ole Bornedal - 2009: Watchmen – Die Wächter – Regie: Zack Snyder 2010er - 2010: Shutter Island – Regie: Martin Scorsese - 2010: The Killer Inside Me – Regie: Michael Winterbottom - 2011: Drive – Regie: Nicolas Winding Refn - 2012: Gangster Squad – Regie: Ruben Fleischer - 2013: Prisoners – Regie: Denis Villeneuve - 2014: Nightcrawler – Jede Nacht hat ihren Preis – Regie: Dan Gilroy - 2014: The Drop – Bargeld – Regie: Michael R. Roskam - 2015: Ex Machina – Regie: Alex Garland - 2015: Feuerwerk am helllichten Tage – Regie: Diao Yinan - 2015: Marvel’s Daredevil (Fernsehserie) – Regie: Drew Goddard - 2015: Jessica Jones (Fernsehserie) |

## Dokumentationen
- Los Angeles. Cité du Film Noir (F 2015, Regie: Clara und Julia Kuperberg, mit James Ellroy, Eddie Muller und Alain Silver, Länge 52 Min.)